# Cung điện München

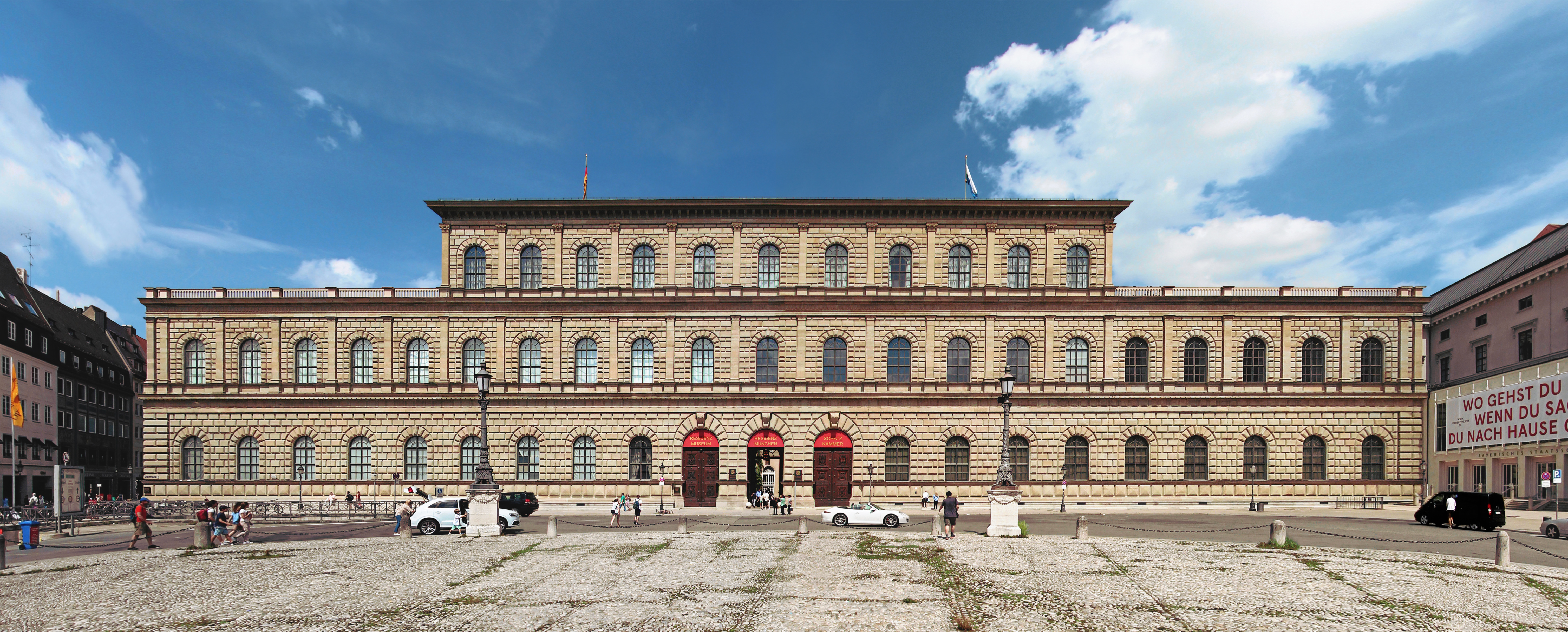
Cung Vua trong Cung điện München

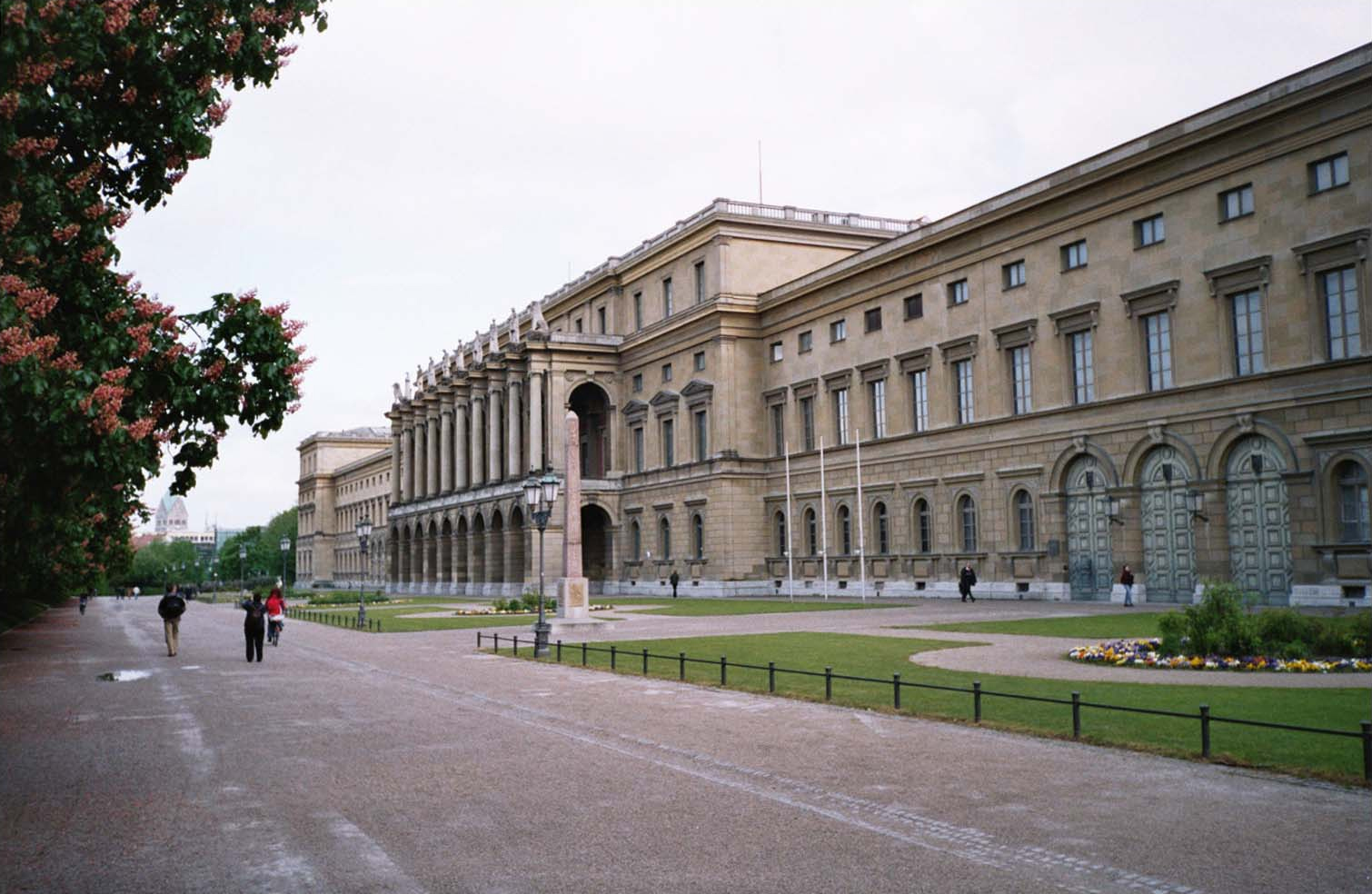
Dinh Lễ hội của Cung điện

Cung điện München (tiếng Đức: Münchner Residenz) trong nội thành München đã là nơi ngự trị của các công tước, tuyển đế hầu và vua của Bayern thuộc Triều đại Wittelsbach. Khu dinh thự rộng lớn này là lâu đài trong thành phố lớn nhất của Đức và ngày nay là một trong các viện bảo tàng nghệ thuật lớn nhất của châu Âu.
Toàn bộ khu dinh thự bao gồm 10 sân trong và Viện bảo tàng với 130 phòng trưng bày được chia làm ba khu chính: Dinh Vua (Königsbau), Cung điện Maximilian (Maximilianische Residenz) và Dinh Lễ hội (Festsaalbau). Về mặt kiến trúc cung điện là một pha trộn qua nhiều thế kỷ của phong cách Phục Hưng, Baroque, Rococo và Tân cổ điển. Trước cổng phía Đường Cung điện (Residenzstraße) là 4 tượng sư tử bằng đồng thiếc mà nhiều người tin rằng khi sờ vào sẽ mang lại may mắn.

## Lịch sử
Ngay từ năm 1385, tại nơi đây đã có một lâu đài nhỏ được gọi là Neuveste, là nơi trú ẩn của hoàng gia Bayern khi Cung điện Cũ (Alter Hof) đã không còn được an toàn trong cuộc nổi dậy của người dân München. Lâu đài này có hào nước bao bọc chung quanh, duy nhất chỉ có một chiếc cầu nối liền dinh thự với thành phố. Dưới thời Công tước Wilhelm IV của Bayern (1493 - 1550) lâu đài mới thay thế cho Cung điện Cũ trở thành nơi ngự trị của các công tước Bayern. Cho đến ngày nay vẫn còn lại di tích của lâu đài này trong cung điện. Vị trí của các di tích này được đánh dấu bằng đá lát màu đỏ trong sân.
Công tước Wilhelm IV cho mở rộng Neuveste và kiến tạo vườn hoa sân trong đầu tiên. Công tước Albrecht V (1528 - 1579) cho xây thêm một đại sảnh dùng cho lễ hội và một "phòng nghệ thuật". Rất nhiều bộ sưu tập của München có nguồn gốc từ "Phòng Nghệ thuật" này. Do phòng này không đủ chỗ chứa bộ sưu tập tượng thời Cổ đại của ông nên sau đó Simon Zwitzel và Jacopo Strada đã xây thêm căn đại sảnh có tên là Antiquarium. Với chiều dài 69 m công trình kiến trúc này là căn đại sảnh theo phong cách Phục Hưng lớn nhất ở phía bắc của dãy núi Apls.
Được kiến tạo dưới thời Công tước và Tuyển hầu Maximilian I (1573 – 1651) là cung điện mang tên ông: Cung điện Maximilian. Mãi cho đến thế kỷ 19, mặt ngoài vẫn còn bảo tồn được cho đến ngày nay của cung điện là mặt ngoài duy nhất của khu cung điện có thể nhìn thấy được từ bên ngoài.

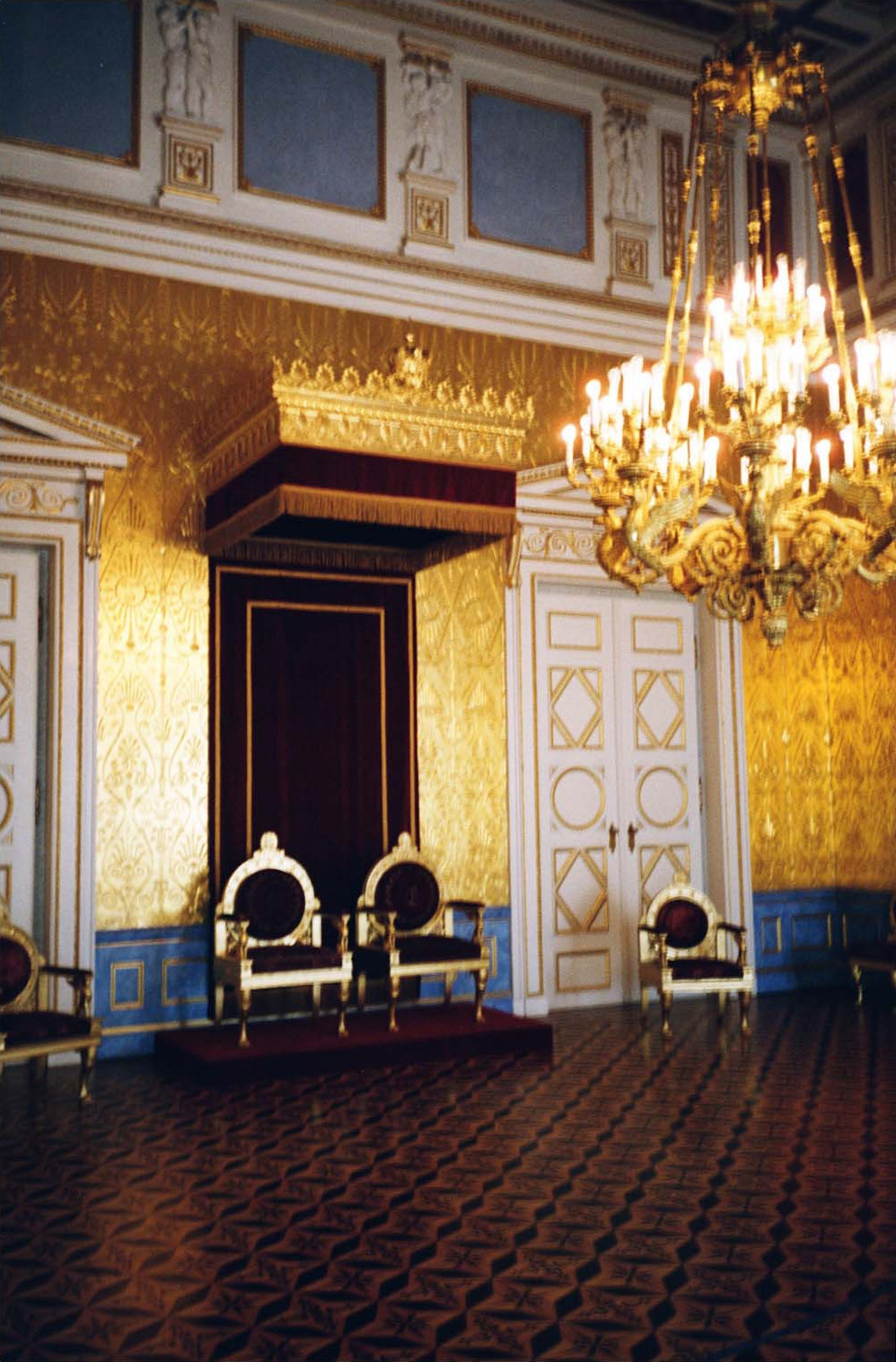
Một trong những nơi ngự triều

Giữa 1611 và 1619 Cung Hoàng đế (Kaiserhof) được xây về phía bắc dùng làm nơi cư ngụ cho khách của hoàng gia, đánh dấu ý định vươn cao về mặt chính trị của Maximilian. Phong cách trang trí không những minh họa cho thế giới quan của Maximilian I mà với các khung cửa, bích họa trên trần và thảm treo tường lộng lẫy còn là thí dụ điển hình cho kiến trúc đầu thế kỷ 17.
Trong khoảng từ 1825 đến 1842, dưới thời Vua Ludwig I của Bayern, Cung điện München đạt đến bề thế như ngày hôm nay với Dinh Vua theo phong cách kiến trúc Cổ điển mà gương mẫu là Dinh Pitti (Palazzo Pitti) tại thành phố Firenze (Ý) và với Dinh Lễ hội cũng theo phong cách kiến trúc Phục Hưng Ý.
Chiến tranh thế giới thứ hai đã phá hủy nặng nề cung điện: trong tổng số diện tích mái nhà là 23.500 m² chỉ còn có 50 m² là nguyên vẹn); phần lớn được tái tạo trong những thập niên sau chiến tranh. Mãi cho đến ngày nay Cung điện vẫn còn được sửa chữa và tu bổ. Nhà hát Cuvilliés hiện đang được phục hồi cho đến năm 2008.

## Viện bảo tàng
Ngay từ thời Vua Ludwig I người dân đã có thể tham quan cung điện khi xin phép trước (khi vua và hoàng hậu không ngự trong cung). Dưới thời Hoàng tử nhiếp chính Luitpold (1866 – 1912) đã có thể tham quan toàn bộ những phần không được sử dụng đến trong cung điện cũng như là Phòng Báu vật Cũ (Alte Schatzkammer). Quyển sách hướng dẫn tham quan cung điện đầu tiên đã được ấn hành từ năm 1897.

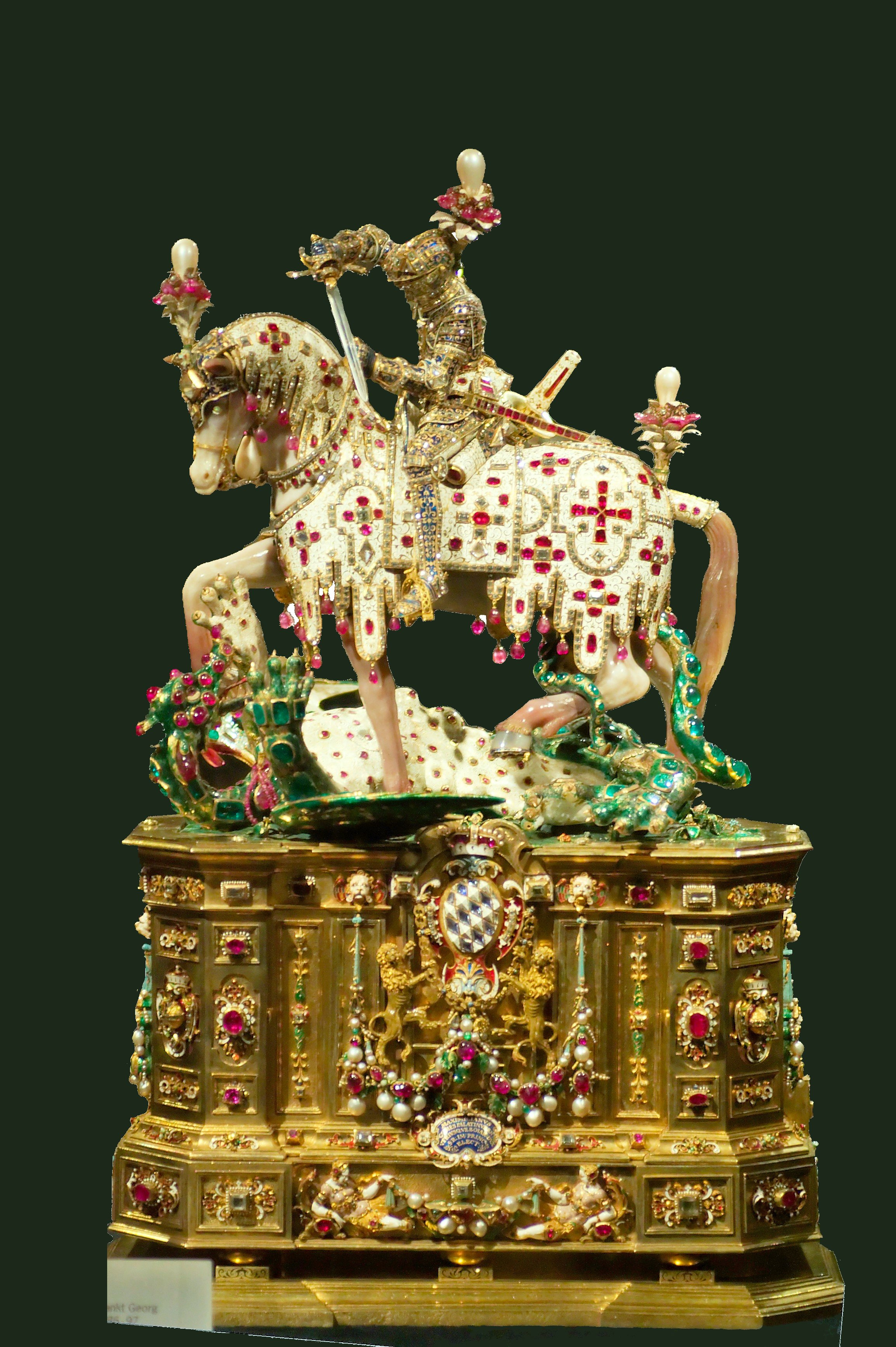
Tượng Thánh Georg trong "Kho báu"

Sau cuộc cách mạng năm 1918 toàn bộ cung điện cuối cùng trở thành viện bảo tàng. Thời đấy có thể tham quan toàn bộ 157 căn phòng, việc có thể không phải là nhẹ nhàng cho khách tham quan. Viện bảo tàng Cung điện ngày nay bao gồm hơn 130 phòng trưng bày. Đáng đến xem bên cạnh Antiquarium và nhiều đại sảnh lộng lẫy là Phòng đồ Sứ (Porzellankammer), nơi không những trưng bày nhiều hiện vật từ khắp châu Âu mà còn có cả một bộ sưu tập nhiều giá trị từ Đông Á, và Phòng Tiểu họa (Miniaturkabinett) với 129 bức tiểu họa.

## Kho báu
Bên trong Dinh Vua là Kho bấu (Schatzkammer) với các hiện vật thể hiện nghệ thuật thợ vàng từ đầu thời Trung cổ cho đến Phong cách Cổ điển của thế kỷ 18/thế kỷ 19. Các hiện vật trưng bày là một trong các bộ sưu tập đắt giá nhất của thế giới. Nổi tiếng thế giới là quyển sách cầu nguyện của Hoàng đế Thánh chế La Mã Karl Hói (khoảng năm 866), bình đựng nước thánh của Hoàng đế Arnulf của Carinthia (cuối thế kỷ thứ 9), thánh giá của Hoàng đế Thánh Chế La Mã Heinrich II, vương miện của Hoàng hậu Kunigunde, vợ của Heinrich II (khoảng 980 – 1033), thánh giá của hoàng hậu Hungary Gisela xứ Bayern (tất cả đều vào khoảng năm 1000), Vương miện Heinrich (khoảng 1270) hay vương miện của một hoàng hậu Anh (khoảng 1370).
Cũng ở trong Cung điện là Phòng trưng bày tiền München với khoảng 300.000 đồng tiền, tiền giấy từ thời Thượng cổ cho đến nay và Viện Bảo tàng Nghệ thuật Ai Cập trưng bày các hiện vật từ bộ sưu tập của Công tước Albrecht V.

## Hình ảnh

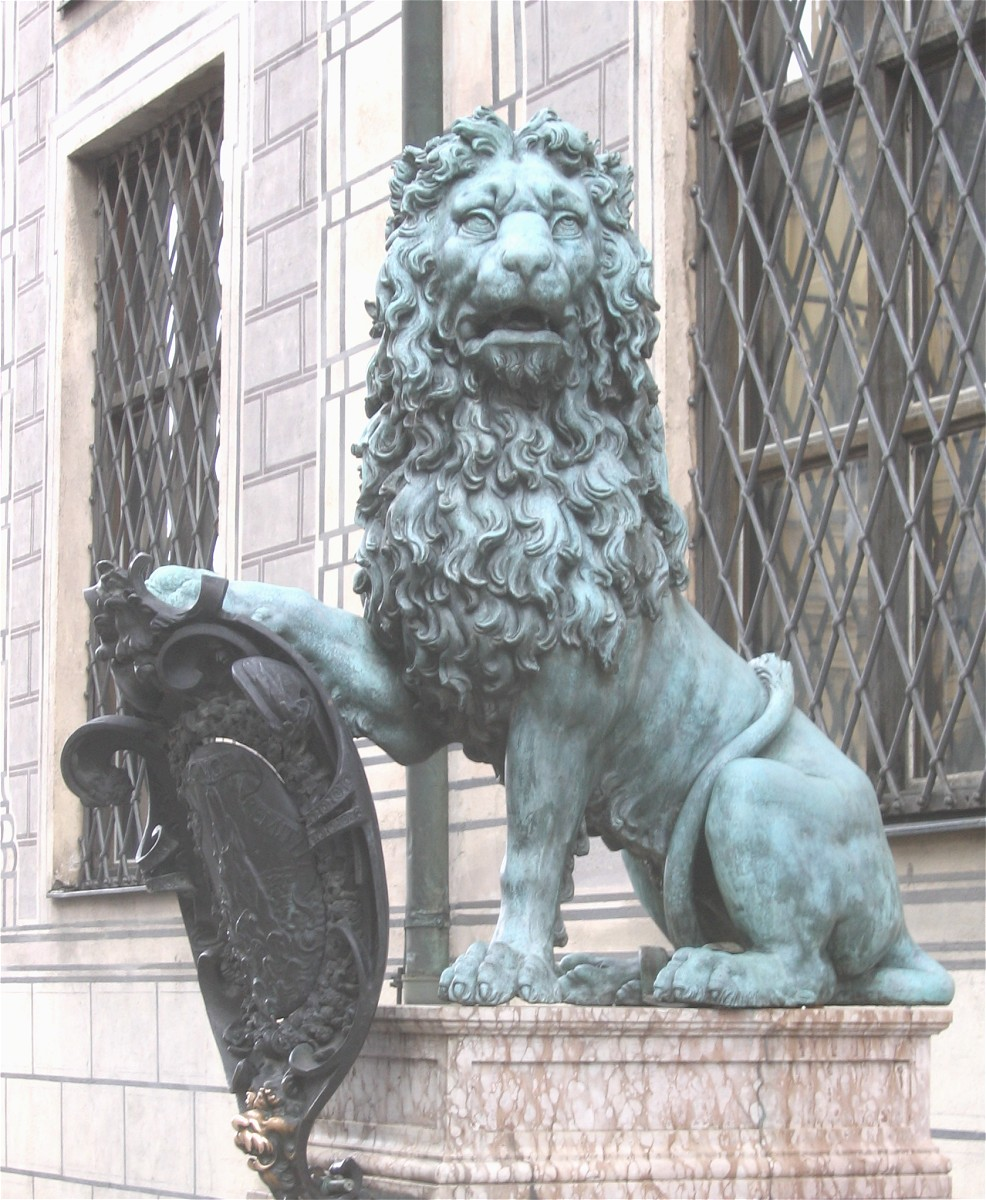
Tượng sư tử trước cổng vào
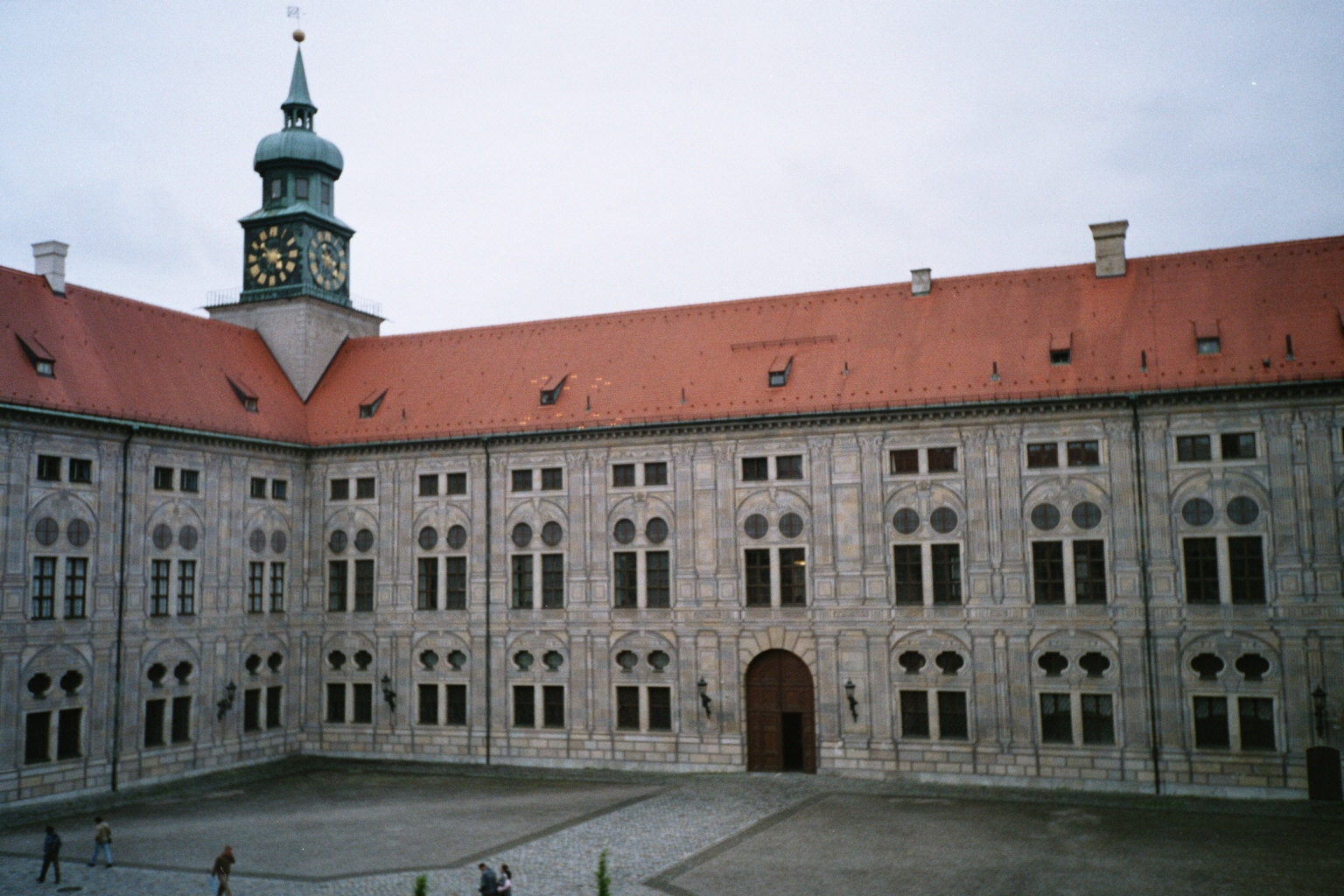
Sân trong của Cung Hoàng đế (Kaiserhof)
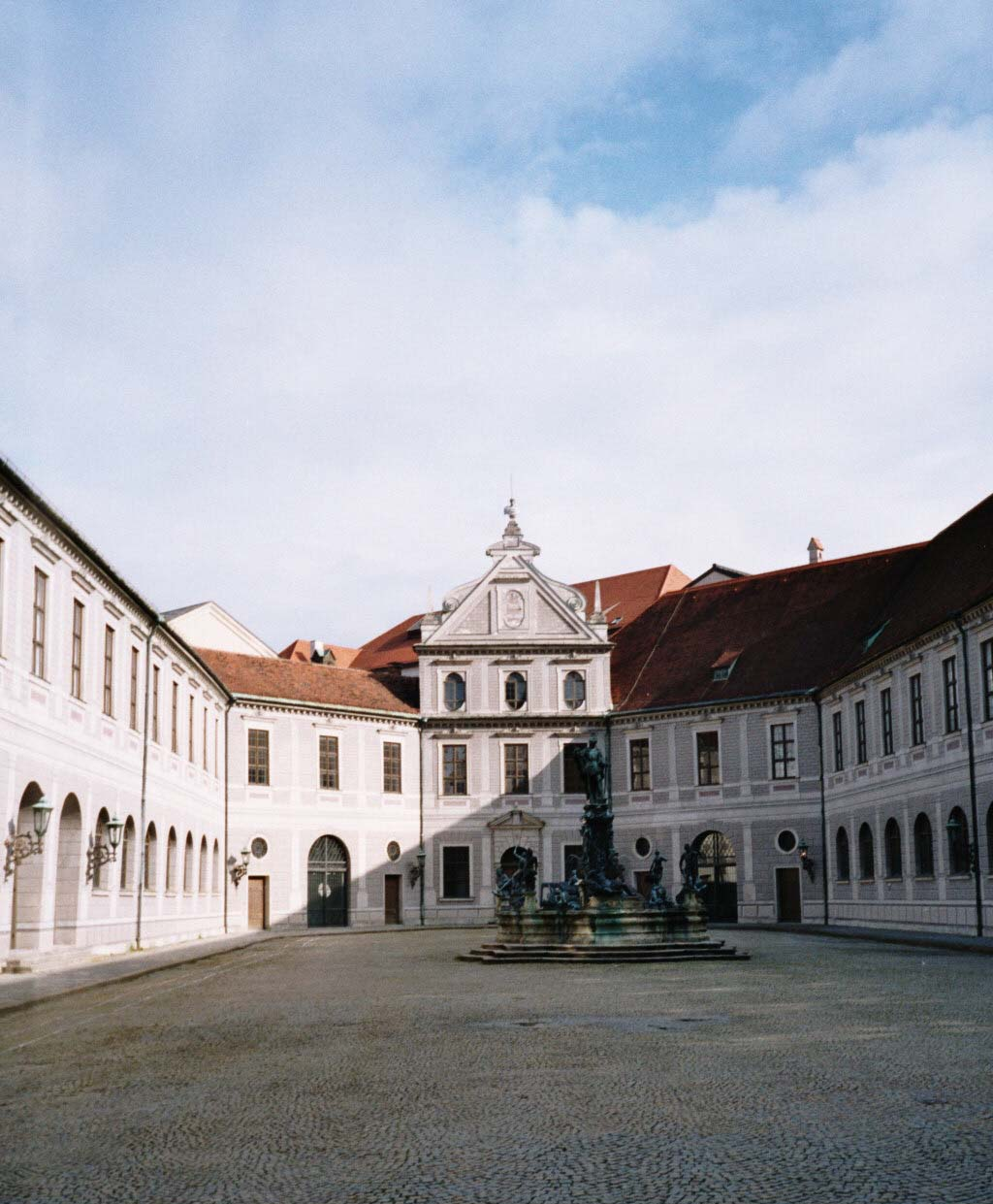
Một sân trong của Cung điện ( Brunnenhof)
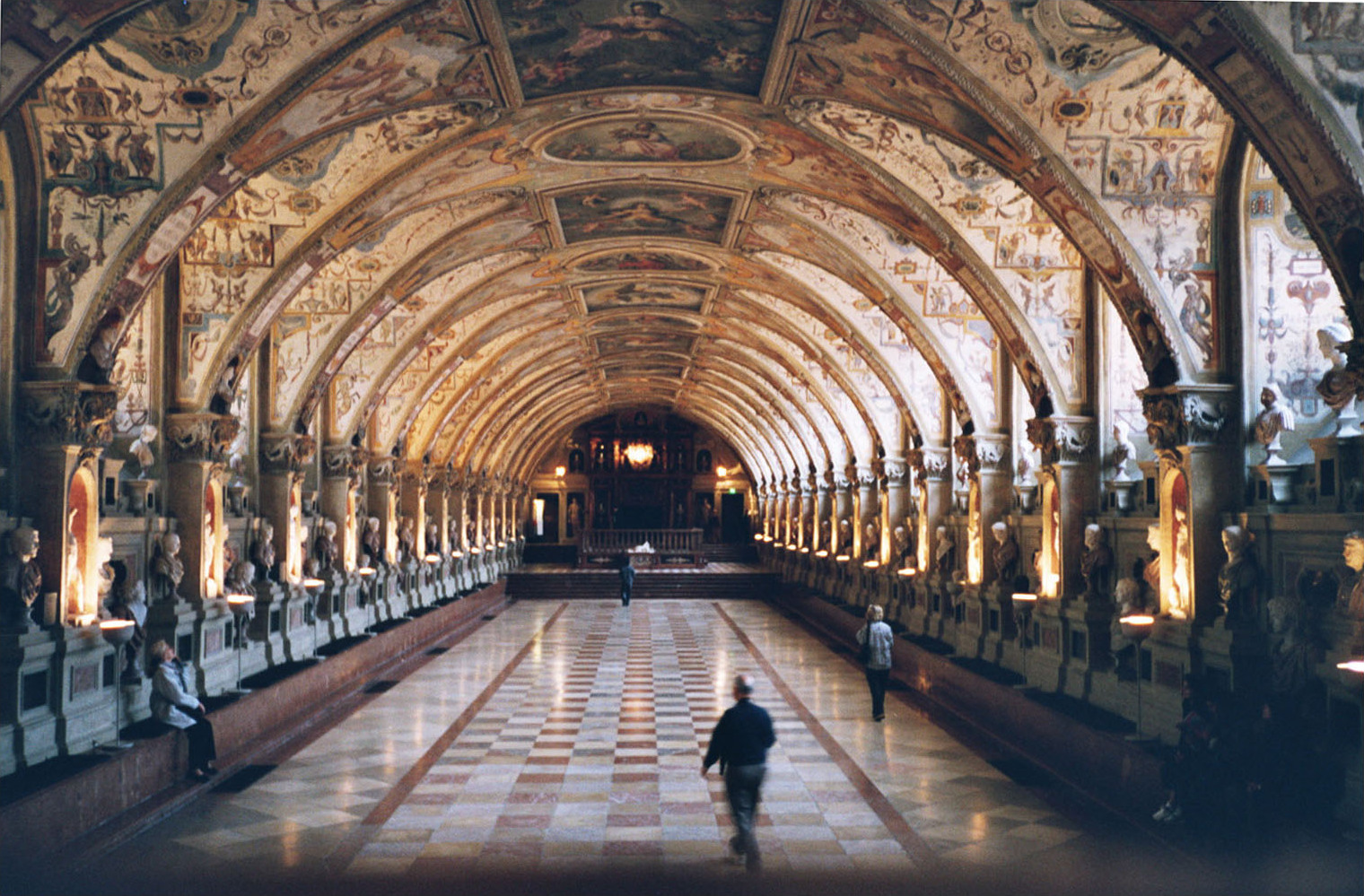
Antiquarium, phòng bảo tàng đầu tiên phía bắc dãy Apls
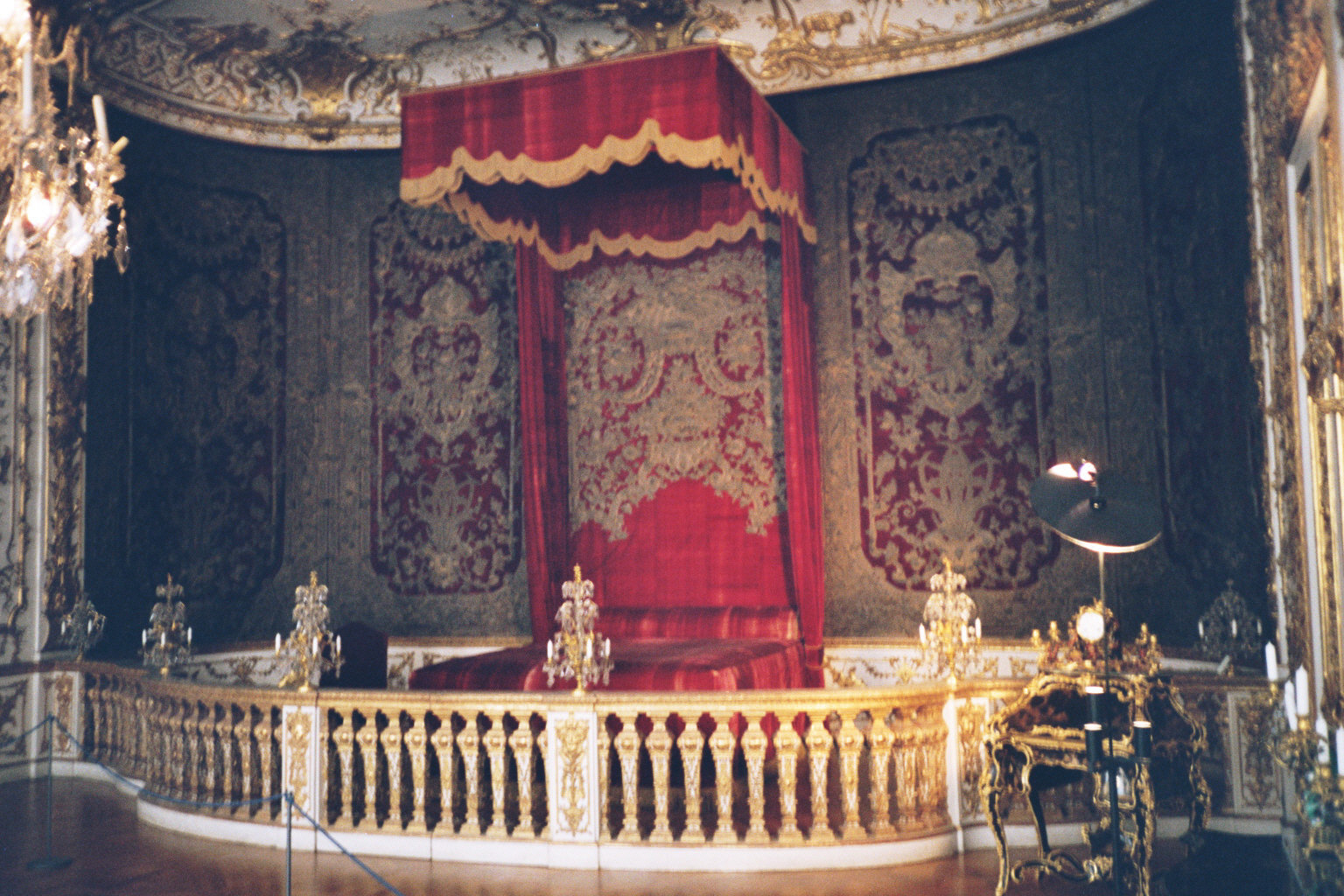
Một phòng ngủ trong Cung điện
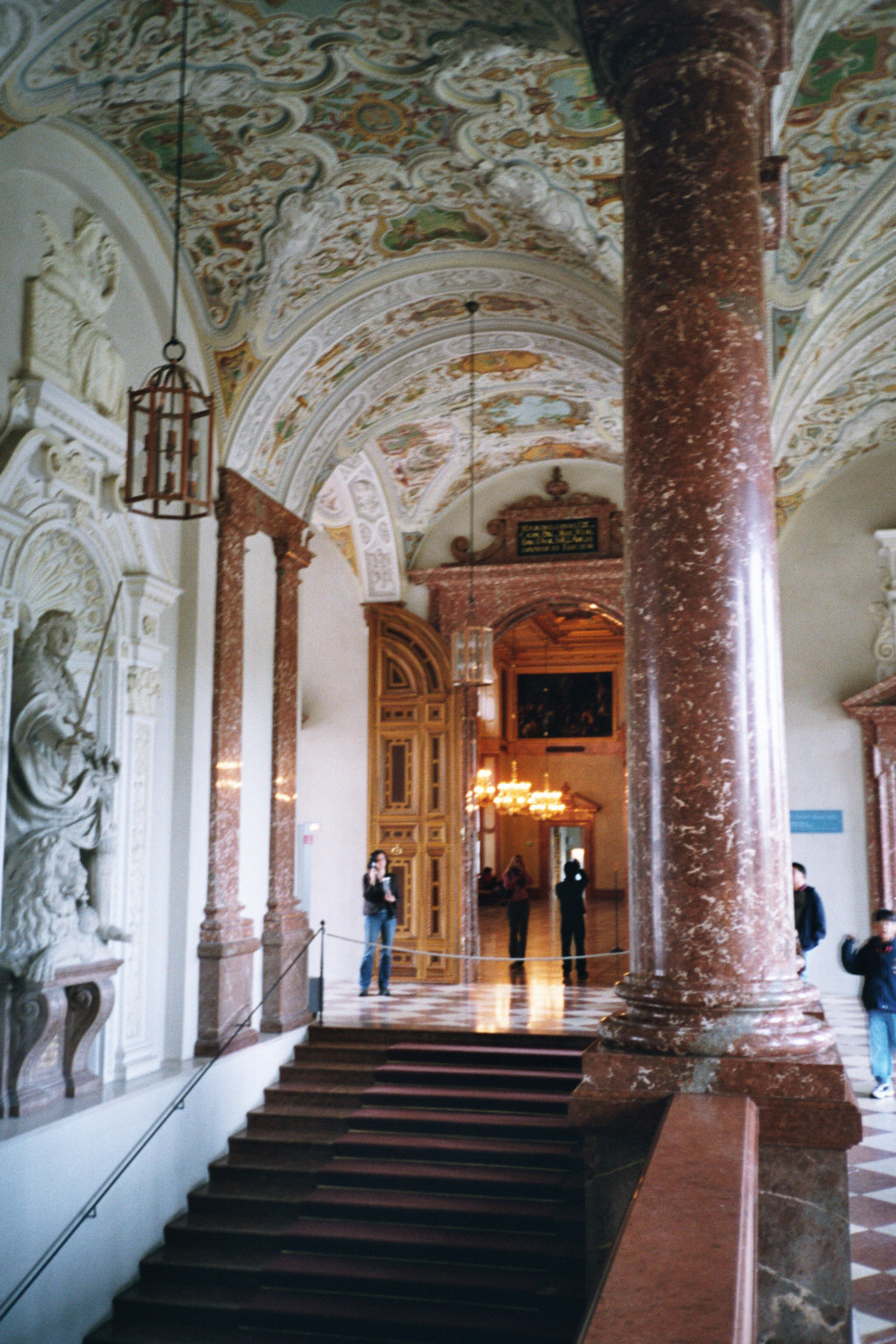
Cầu thang Hoàng đế dẫn vào Đại sảnh Hoàng đế
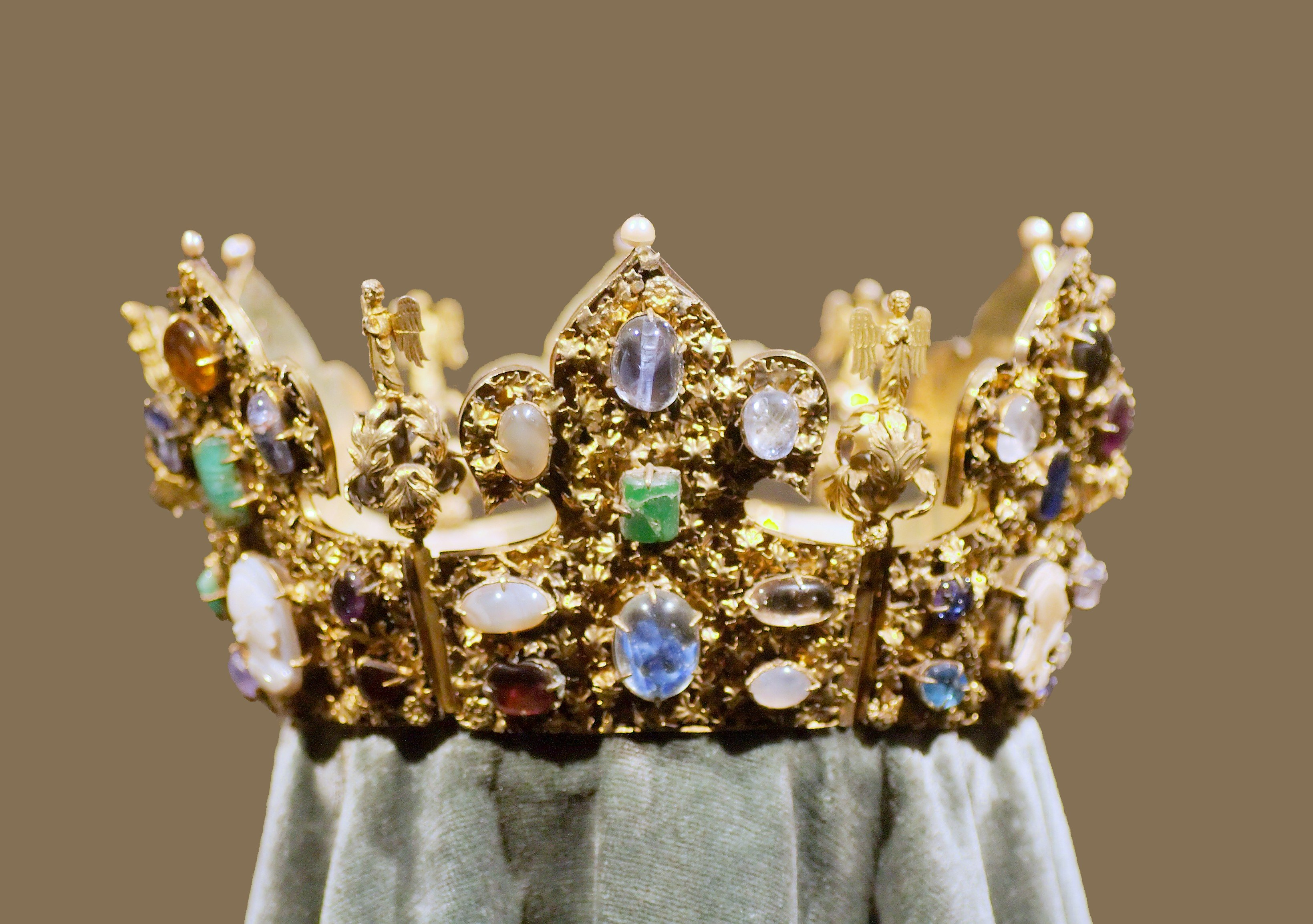
Vương miện Hoàng đế Heinrich II (1270)
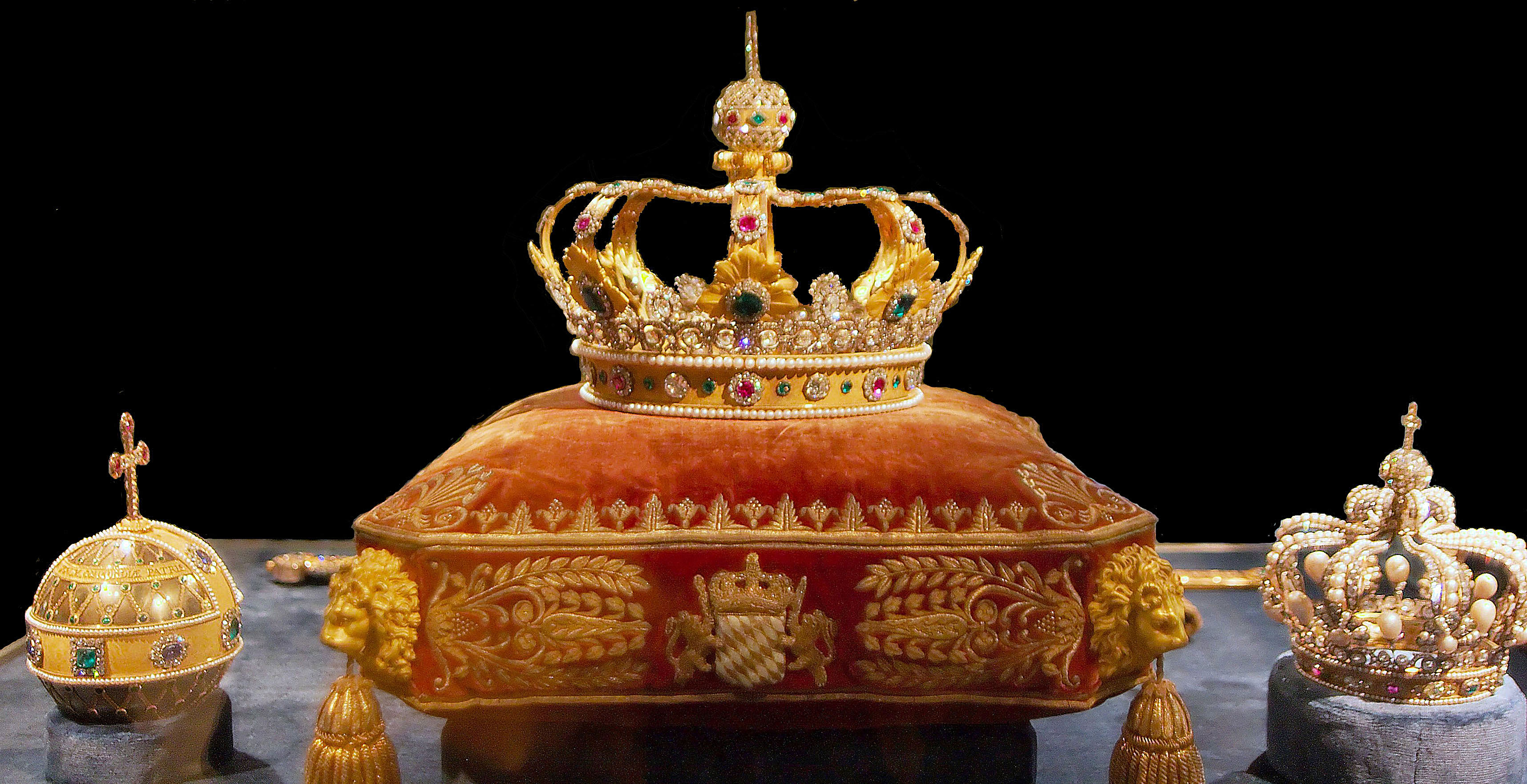
Vương miện của vua Bayern (1806)